# Granma (bateau)
Pour les articles homonymes, voir Granma.

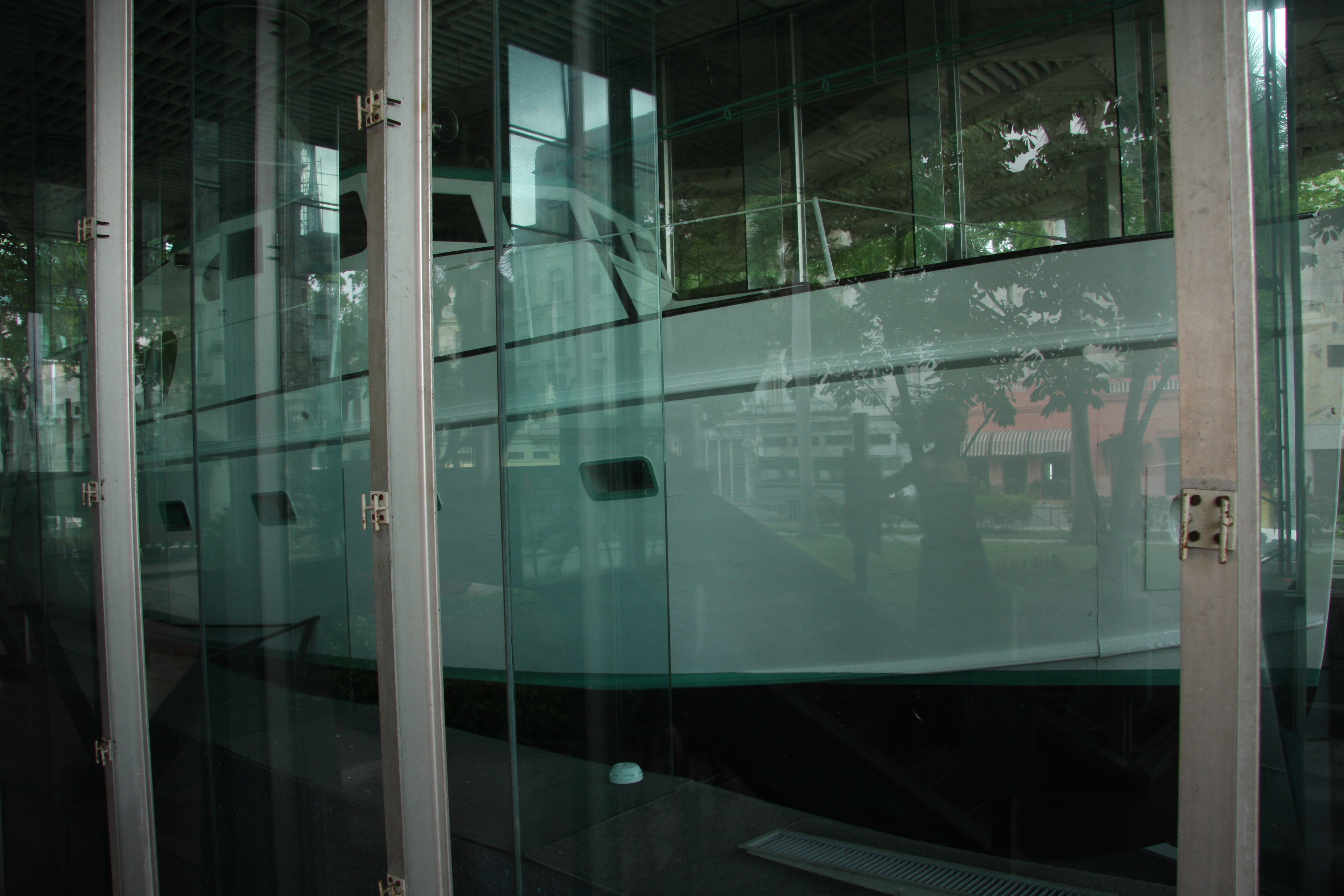
Le yacht Granma exposé au musée de la Révolution à la Havane (Cuba).

Le Granma est un yacht de 18 mètres construit en 1943 acheté au Mexique en 1956 par les rebelles au régime du dictateur Fulgencio Batista, dont Fidel Castro, son frère Raúl Castro, Camilo Cienfuegos et Ernesto « Che » Guevara.

## Historique
Les 82 guérilleros partis de Tuxpan ont débarqué le 2 décembre 1956 sur la plage de Las Coloradas à Belic, consejo popular de la municipalité de Niquero dans l'actuelle province de Granma au sud-est de Cuba.
Le journal officiel du Parti communiste cubain (PCC) s'appelle Granma, en hommage au navire.
Il est maintenant un navire musée du Musée de la Révolution.

## L'expédition duGranma

### Contexte
Les survivants de l'attaque de la caserne de Moncada par Fidel Castro et d'autres révolutionnaires sont condamnés à plusieurs années de prison. Mais la pression populaire permet aux prisonniers d'être amnistiés en 1955. Fidel Castro s'exile alors au Mexique pour peaufiner la révolution. Il commence alors à préparer une insurrection armée contre Fulgencio Batista.
Le matin du 25 novembre 1956, un yacht de 60 pieds (18 mètres) de long quitte Tuxpan avec à son bord 82 hommes.

### Membres de l'expédition
82 hommes étaient à bord du bateau.

### Déroulement
Sept jours après son départ, la troupe arriva sur les côtes cubaines. Lorsque les hommes mirent pied à terre, ils furent dénoncés à l'armée. Après avoir emporté le strict nécessaire, ils partirent à pied ; souffrant de la faim et de la fatigue, ils arrivèrent à Alegría de Pío (es) au bout de trois jours. C'est ici que les rebelles furent surpris par l'armée. Ce fut la première bataille.
Situé sur la commune de Niquero, la bataille fut une véritable débâcle pour les révolutionnaires. 22 survivants se replièrent dans le maquis de la Sierra Maestra. Le Che dira au sujet de ce débarquement raté : « Nous avons eu la chance d’encaisser des coups qui auraient pu nous détruire, des surprises comme celle d’Alegria de Pio. Nous n’avions aucune expérience, nous manquions des connaissances les plus élémentaires et pourtant, nous avons survécu. »